# Thomas Ays
Thomas Ays (* 29. August 1977, in Säckingen, jetzt Bad Säckingen) ist ein deutscher Autor, u. a. für schwule Belletristik.

## Leben
Thomas Ays schreibt Romane für schwule Jugendliche und Erwachsene, die sich jedoch auch stark an Heterosexuelle richten, die für bestimmte Problematiken des Schwulseins sensibilisiert werden sollen. So thematisiert er in seinem Debütroman Romeo und Julian nicht nur Probleme des Coming-out, sondern setzt sich vor allem mit der Beziehung zwischen Eltern und deren homosexuellen Kindern auseinander.
Sein erster Roman Romeo und Julian erschien 2010 im Hamburger Himmelstürmer Verlag, einem Verlag für schwule Literatur. Im September 2011 folgte der Zweitroman Der innere Schrei, der Homosexualität nur am Rande thematisiert und sich im Kern mit Depression beschäftigt. 2017 veröffentlichte er eine Geschichte über die Frauenlinie in seiner Familie, Ihr Versuch zu leben.
Neben seiner Arbeit als freier Autor war Thomas Ays auch Inhaber und Chefredakteur der webbasierten Filmkritikdatenbank moviesection.de. Das Portal bestand von 2001 bis 2016 und beinhaltete über 6.000 Filmkritiken. Von 2002 bis Juli 2020 leitete er auch die Schwesterseite booksection.de. In der privat geführten Datenbank sind über 3.000 Buchkurzkritiken veröffentlicht worden. Gleichzeitig ist er der Leiter des Tourismus- und Kulturamts der Stadt Bad Säckingen seit Januar 2019.

## Werke
- Romeo und Julian. Himmelstürmer Verlag, Hamburg 2010 (= Reihe Junge Liebe; 35), ISBN 978-3-94081-840-9.
- Der innere Schrei. Himmelstürmer Verlag, Hamburg 2011, ISBN 978-3-8636-1082-1.
- Ihr Versuch zu leben. Books on Demand, Norderstedt 2017, ISBN 978-3-7412-9255-2